# Chak
Chak (Sak, sami sebe nazivaju Asak), narod nepoznatog porijekla nastanjen u Arakanu tropskim šumama na krajnjem zapadu Burme i susjednim predjelima jugoistočnog Bangladeša osobito oko Banderbona i susjednoj Indiji. Chaki su jezično nesrodni svim ostalim narodima (jezik chak ili sak) pa su ostali neklasificirani, a znatan broj razumije arakanski dijalekt marma. Ne smiju se pobrkati sa susjednim narodom Chakma ili Changma iz Chittagonga (Parbotto Chôṭṭogram, পার্বত্য চট্টগ্রাম). Populacija Chaka koji se služe materinskim jezikom iznosi 2002. oko 25,500, od čega 20,000 u Burmi a ostali u Bangladešu. Oko 3,000 (2007) živi u Indiji gdje govore bengalskim jezikom.
Chake (T. H. Lewin 1869:65), prvi bijelac koji je upoznao stanovnike planina Lushai ili Mizo klasificira ih kao podgrupu Chakma, a zajedno s narodima Chakma, Marma, Tripura, Tanchangya, Mro, Lushai, Khumi, Khyang, Bawm i Pankhua kolektivno su nazivani Jumma, imenom kojim se označava 11 plemena s Chittagong Hill Tracta. Po vjeri su budisti. Podijeljeni su na dva niža segmanta, Ando i Ngarek.

## Vanjske poveznice
- Chak
- Chak
- Jumma people: Eleven indigenous groups  Arhivirana inačica izvorne stranice od 5. siječnja 2009. (Wayback Machine)